# Чорноморець Олександр Григорович
Чорноморець Олександр Григорович (20 червня 1909 — 22 серпня 1975)  — учасник Другої світової війни лейтенант Герой Радянського Союзу, почесний громадянин міста  Канева.

## Біографія
Олександр Григорович Чорноморець народився 20 червня 1909 рік у селі Щурівці Брацлавського повіту  Подільської губернії  Російської імперії потім став  Ситковецьким районом (1920—1959) (Нині — Гайсинський район  Вінницької області). Закінчивши сільську школу працював на залізничній станції Жмеринка. Працював на будівництві Далекого Сходу в місті Комсомольськ-на-Амурі в 1934 році, вантажником в річковому порту, відкатчиком на лісопильному заводі.,потім шляховим майстром в Ситківцях Вінницької області.

Розпочалась Велика Вітчизняна війна мобілізація з червня місяця 1941 року. До вересня 1943 сержант Олександр Чорноморецькомандував відділенням 101-го окремого саперного батальйону 30-ї стрілецької дивізії 47-ї армії Воронезького фронту. Відзначився під час битви за Дніпро.
В ніч з 24 на 25 вересня 1943 року відділення Чорноморця переправив через Дніпро передовий загін, який захопив плацдарм на західному березі річки. 26 вересня 1943 року Чорноморець натягнув канат і з його допомогою переправляв на поромі підкріплення і евакуював поранених. Коли на наступний день пором був розбитий, Чорноморець взяв човен і, не дивлячись на артобстріл, рятував з води своїх товаришів.
Указом Президії Верховної Ради СРСР від 25 жовтня 1943 сержант Олександр Чорноморець був удостоєний високого звання Героя Радянського Союзу з врученням ордена Леніна і медалі «Золота Зірка»

Демобілізувавшись з армії в званні лейтенанта, доля закинула його в шахтарський край. Потім на початку 60-х сім'я Чорноморця переїжджала до Гайсина, був директором радгоспу «Гайсинського». Останні роки життя пройшли в селі Кузьминцях. Помер в 22 серпня 1975 році.
Похований в селі Щурівцях i в шанування героя названа одна із вулиць його іменем. У селі Кузьминці біля Будинку культури встановлено погруддя на честь Героя.

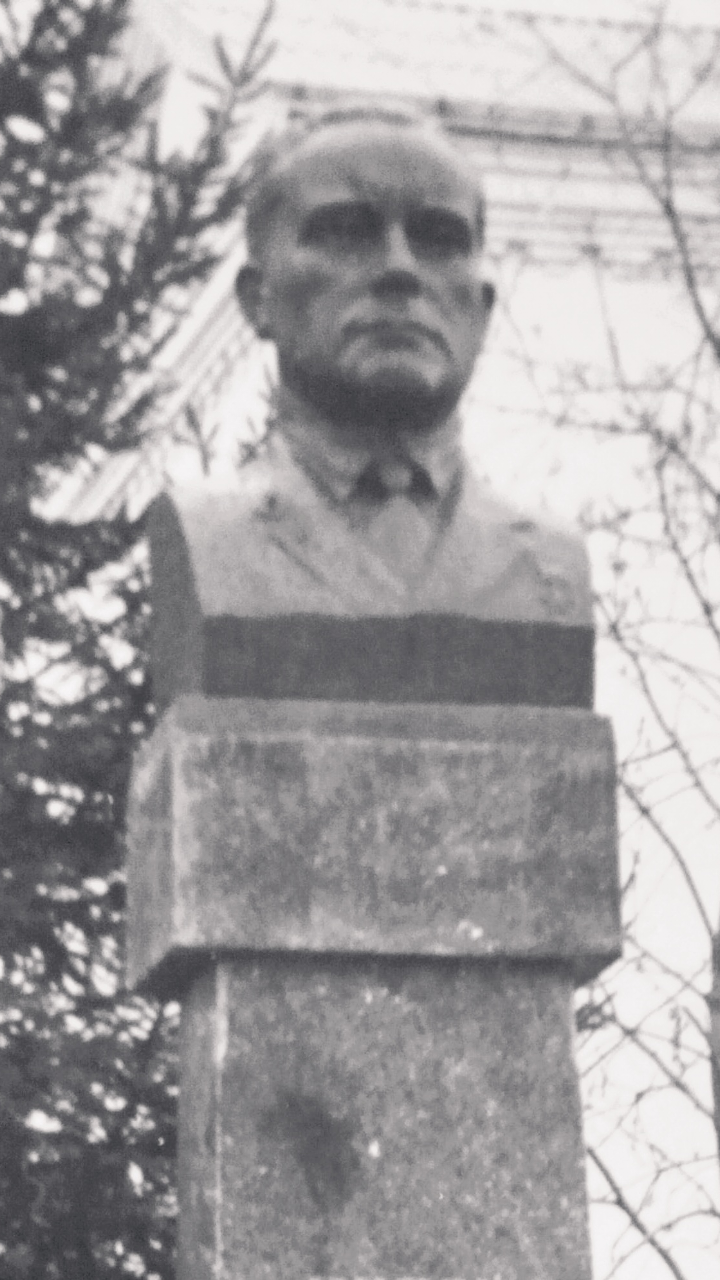
с.Кузьминцы, Дом культуры, май 1987 года.
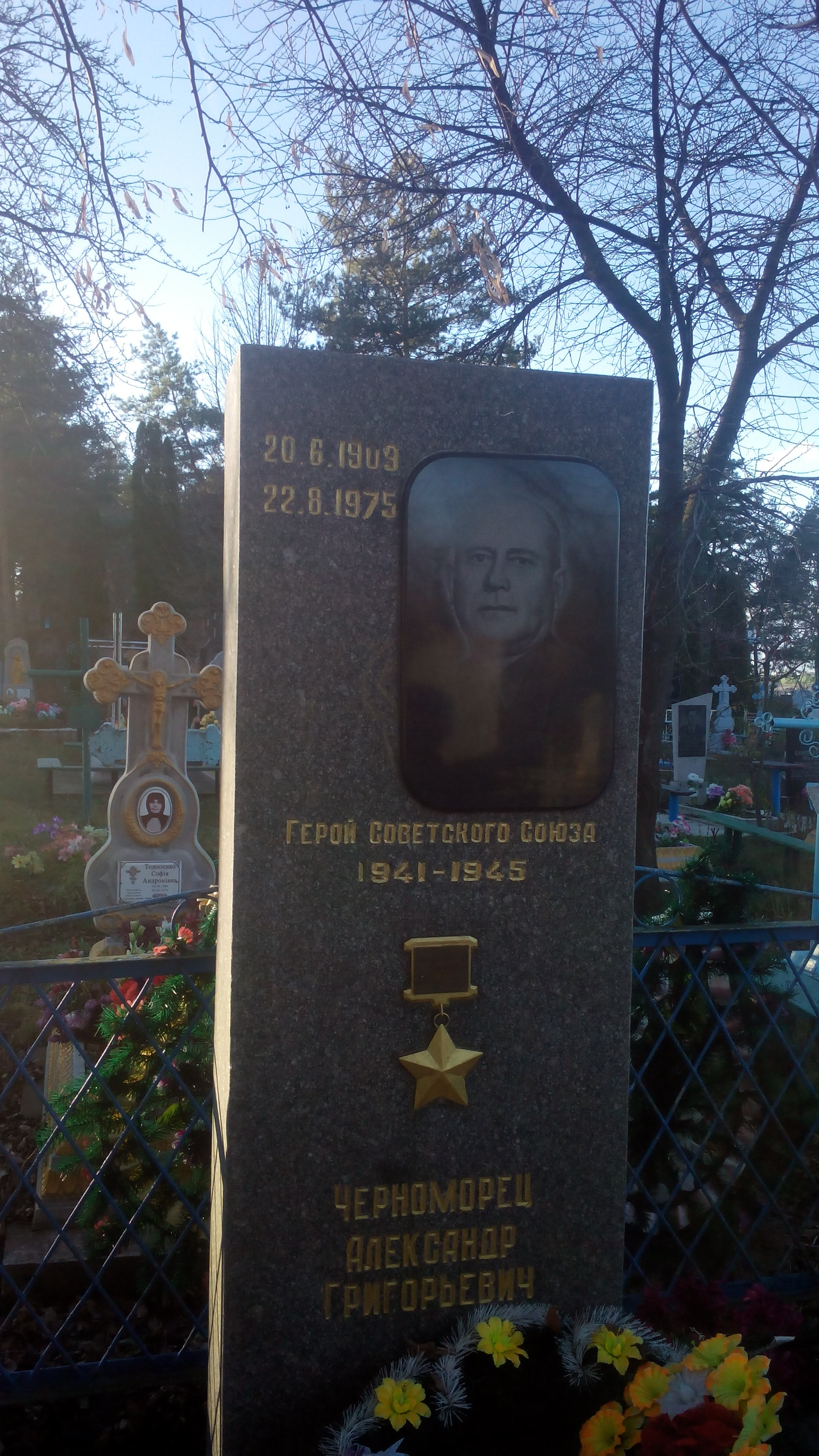
Надгробный памятник Черноморцу А. Г. в с. Щуровцы.

## Нагороди
- Медаль «За відвагу»
- Золота Зірка Героя Радянського Союзу та Орден Леніна
- Медаль «За взяття Берліна»
- Медаль «За перемогу над Німеччиною у Великій Вітчизняній війні 1941—1945 рр.»